# 541776 Olahkatalin
541776 Olahkatalin este o planetă minoră (asteroid) din centura de asteroizi. A fost descoperită pe 7 noiembrie 2011 la Piszkéstetői Obszervatórium⁠(d) de . 
Obiectul prezintă o orbită caracterizată de o semiaxă mare de 2,3815289374066 UAi, o excentricitate de 0,064415351776852, o înclinație de 7,5547965803828 ° în raport cu ecliptica.